# Алленвуд (Нью-Джерси)
Алленвуд (англ. Allenwood) ― неинкорпорированная община и место проведения переписи населения в Уолл-Тауншипе, округ Монмут, штат Нью-Джерси, США. По данным переписи США 2020 года, население округа составляло 954 человека.
Алленвуд находится на юго-востоке округа Монмут, в южной части Уолл-тауншипа. Община имеет форму треугольника, северо-восточная часть которого проходит по шоссе № 34 в Нью-Джерси, а северо-западная - по Гарден-Стейт-Паркуэй. Две автомагистрали пересекаются на северной оконечности Алленвуда. Южная граница сообщества в основном проходит по границе округа Оушен, а часть ее проходит по реке Манаскуан. Пляж Пойнт-Плезант на берегу Атлантического океана находится в 5 милях (8 км) к юго-востоку по Нью-Джерси 34.
По данным Бюро переписи населения США, общая площадь округа Алленвуд составляет 1,86 квадратных миль (4,82 км2), из которых 1,75 квадратных миль (4,53 км2) занимает суша, а 0,12 квадратных миль (0,31 км2) - вода (6,38%).